# Sakaide
Sakaide (japanska: 坂出市?, Sakaide-shi) är en stad i Kagawa prefektur i Japan. Staden fick stadsrättigheter 1942.